# Бозбие
Бозбие — река в Казахстане и России, протекает по Костанайской и Оренбургской областям. Левая составляющая Тобола. Длина реки — 33 км.
Берёт начало в Костанайской области Казахстана при слиянии сезонных водотоков Караадыр и Артыкпайсай.
На реке находится казахстанский посёлок Волгоградское.

## Данные водного реестра
По данным государственного водного реестра России относится к Иртышскому бассейновому округу, водохозяйственный участок реки — Тобол от истока до впадения реки Уй, без реки Увелька, речной подбассейн реки — Тобол. Речной бассейн реки — Иртыш.
Код объекта в государственном водном реестре — 14010500212111200000027.